# 1763 Вільямс
1763 Вільямс (1763 Williams) — астероїд головного поясу, відкритий 13 жовтня 1953 року.
Тіссеранів параметр щодо Юпітера — 3,643.